# 周壽臣家族
周壽臣家族是香港望族中比較歷史悠久的一個。周壽臣家族世居黃竹坑壽臣山，周壽臣爵士則為香港首位華人行政局議員。
2018年6月3日 周壽臣家族以59.29億港元出售壽山村道39號地皮給華潤置地，物業地盤面積92087平方呎，最高地積比率為0.75倍，可建樓面69065平方呎，每呎成交價85,847元，成為香港史上最貴的私人住宅地皮。

## 家族成員
- 周壽臣爵士＝葉嬌（元配）、陳永箴（妾侍）、關淑儀（妾侍）
  - 周日新女士
  - 周日光先生[1]＝李澤瑜女士[2]
    - 周振坊先生＝錢兆麟女士
    - 周振威先生＝余朗妮女士
    - 周振榮先生＝吳家明女士
    - 周振民先生＝蘇麗華女士
    - 周寶璧女士＝梁錦城先生

  - 周日昌先生
  - 周佑生先生（養子）
  - 周朝月女士
  - 周秋月女士
  - 周麗珠女士
  - 周巧瑛女士
  - 周淑珍女士
  - 周愛蓮女士（養女）